# Polônio-210
O polônio-210 é um metal volátil, de baixo ponto de fusão, por isso, 50% se evapora após 45 horas numa temperatura de 326 K ou seja 52,85 graus Celsius. Este isótopo é emissor de partículas alfa que apresenta uma meia-vida de 138.39 dias. Um miligrama deste metalóide emite tantas partículas alfa quanto 5 gramas de rádio.
Polônio-210 é um isótopo do polônio. Sofre decaimento alfa para ²⁰⁶Pb estável com meia-vida de 138.376 dias, o mais longo de todos os isótopos de polônio que ocorrem naturalmente.

## Efeitos na saúde
O Polônio é um veneno capaz de matar um adulto com uma dose de apenas 1 micrograma. 1 grama desse material é capaz de matar 10 milhões de pessoas.
Dentro do corpo humano, o polônio tem meia-vida de 30 dias. Isso significa que, nesse período de tempo, metade da quantidade ingerida do material acaba sendo eliminada por fezes ou urinas da vítima e, também, pela própria atividade radioativa do elemento.
Os sintomas da contaminação por polônio variam de acordo com a quantidade do material que entrou em contato com a vítima. Essa quantidade é medida em grays (Gy), unidade do sistema métrico internacional para definir a quantidade de radiação absorvida pela matéria.
- 100 a 200 cGy: a pessoa não sente sintoma algum imediatamente. Mas, com o passar dos dias, começa a sentir náuseas e fadiga, podendo ocorrer vômito. A morte, se ocorrer, será dentro de 5 a 6 semanas;
- 300 cGy: a vítima também apresenta queda de cabelo e aumentam as chances de falecimento. Desse nível em diante, os sintomas só ficam piores e a morte, dolorosa e lenta, se torna cada vez mais certa;
- 600 cGy: a vítima tem 90% de chances de morrer se não procurar tratamento. As partículas alfa atacam o sistema sanguíneo, incluindo a medula óssea e os leucócitos, causando hemorragias e infecções. A morte pode acontecer a partir da quarta semana após o contágio; e
- 750 cGy e 800 cGy: morte certa. A radiação acaba com a mucosa do sistema gastrointestinal, causando graves diarreias, sangramentos, perda de fluídos e um grande distúrbio eletrolítico. Nesses casos, a pessoa sobrevive por apenas 4 semanas, mesmo com tratamento. Apesar de muito perigoso, o polônio está presente em quantidade alarmante em alguns produtos comerciais, como a escova utilizada por fotógrafos para eliminar a energia estática durante a limpeza e manutenção das câmeras fotográficas. Além disso, o polônio também é usado como fonte de energia termoelétrica em satélites. O elemento químico descoberto por Marie Curie também pode estar presente na carne de renas e caribus, além de frutos do mar, como alguns tipos de peixes, algas e mexilhões. Mas o principal risco vem mesmo do consumo do tabaco, que absorve por meio de suas raízes o Po 210 presente em fertilizantes à base de fosfato.  De acordo com artigos publicados no American Journal of Public Health e no Journal of the Royal Society of Medicine, a indústria tabagista tentou, por mais de 40 anos e em segredo absoluto, remover o elemento do tabaco utilizado na produção de seus produtos, mas não obteve sucesso. Os resultados das pesquisas nunca foram publicados e, além disso, a indústria faz o possível para ignorar o caso e evita tocar no assunto.  Enquanto isso, cerca de 11.700 pessoas morrem, anualmente, por causa do câncer de pulmão provocado pela ingestão de polônio 210, como noticiado pelo jornal The Age.

## História
Em 1898,  Marie e Pierre Curie descobriram uma substância fortemente radioativa em pitchblende e determinaram que era um novo elemento; foi um dos primeiros elementos radioativos descobertos. Tendo identificado como tal, eles nomearam o elemento polônio como o país de origem de Marie, Polônia. Willy Marckwald descobriu uma atividade radioativa semelhante em 1902 e a chamou de  rádio telúrio  'e, aproximadamente ao mesmo tempo, Ernest Rutherford identificou a mesma atividade em sua análise do decaimento de urânio. cadeia e nomeou-o  'rádio F'  (originalmente  'rádio E' ). Em 1905, Rutherford concluiu que todas essas observações se deviam à mesma substância, 210 Po. Outras descobertas e o conceito de isótopos, proposto pela primeira vez em 1913 por [Frederick Soddy]], colocaram firmemente  210  Po como o penúltimo passo na série de urânio.
Em 1943, o 210 Po foi estudado como um possível iniciador de nêutrons em armas nucleares, como parte do Projeto Dayton. Nas décadas subsequentes, as preocupações com a segurança dos trabalhadores que lidam com  210  Po levaram a extensos estudos sobre seus efeitos na saúde.
Na década de 1950, cientistas da Comissão de Energia Atômica dos Estados Unidos em Mound Laboratories, Ohio, exploraram a possibilidade de usar  210  Po em gerador termoelétrico radioisótopo s (RTGs ) como fonte de calor para alimentar satélites. Um 2.5 - watt bateria atômica usando  210  Po foi desenvolvido em 1958. No entanto, o isótopo plutonium-238 foi escolhido, pois possui uma metade mais longa -vida de 87,7 anos.
Polônio-210 foi usado para matar dissidentes russos e o ex-oficial da FSB, Alexander V. Litvinenko em 2006, e era suspeito como possível  causa da morte de Yasser Arafat, após exumação e análise de seu cadáver em 2012-2013.